# ریکاردو کلارک
ریکاردو کلارک (انگلیسی: Ricardo Clark؛ زادهٔ ۱۰ فوریهٔ ۱۹۸۳) یک بازیکن فوتبال اهل ایالات متحده آمریکا است.
وی همچنین در تیم ملی فوتبال ایالات متحده آمریکا بازی کرده‌است.